# Третье сословие

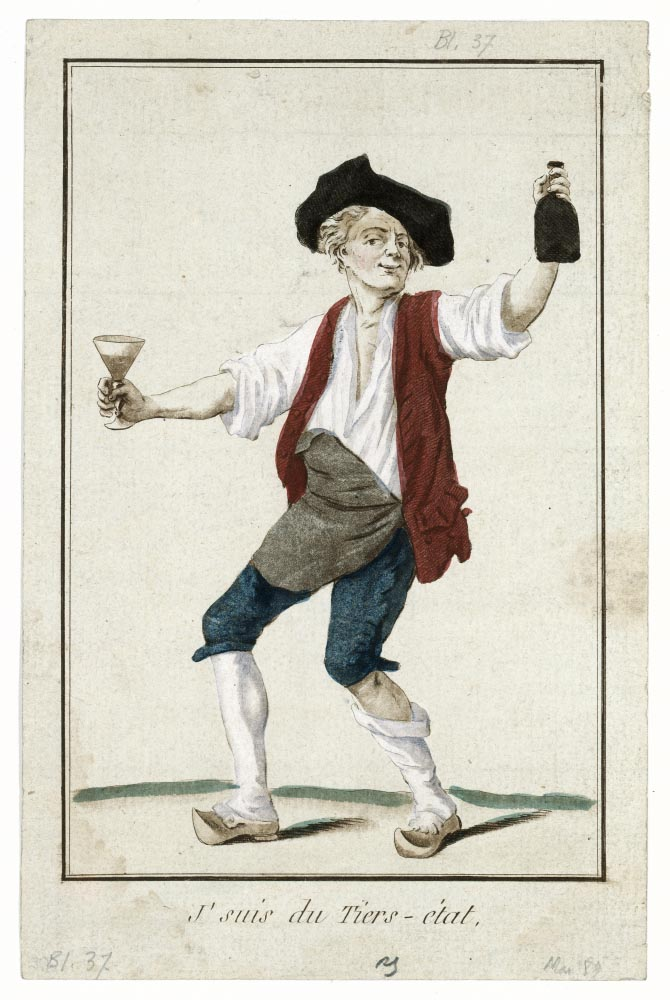
«Я из третьего сословия!» (1790)

Тре́тье сосло́вие (лат. tertius status, фр. tiers état) — во Франции старого порядка (с конца Средних веков до 1789 года) все группы населения за исключением привилегированных, а именно — духовенства (первое сословие) и дворянства (второе сословие). В отличие от первых двух сословий, третье сословие платило налоги. Верхушка третьего сословия (буржуазия) имела представительство в Генеральных штатах, а также доминировала в составе парижского и провинциальных парламентах.

## История
До XI века особенного различия между горожанином и поселянином не было, оба они находились под властью сеньора. С XI века начинается освобождение городских общин. Коммунальное движение, взрастившее буржуазию, было первым ударом, который был нанесён политической стороне феодализма. Сущность этого движения, послужившего сигналом и для деревень, заключалась в освобождении городов из-под феодального гнёта, появлении городских республик и возникновении в городах общественного класса — горожан, которые выступают, как третье сословие, наряду с духовными и светскими сеньорами. Хотя с VI по Χ век жители городов уже и начинают группироваться, но в обществе они ещё не играли роли: политических прав у них не существовало, а социальное положение их было тяжёлым.
С конца Χ века по XIII век всю Западную Европу охватила коммунальная революция — процесс освобождения городов от эксплуатации феодалов. Жители городов организуются в открытые или тайные общества, во главе которых стоят купцы. Города средиземноморского побережья были поставлены в особо благоприятные условия. Их торговля с Востоком никогда не прекращалась, население южных городских общин раньше других разбогатело и привыкло к самостоятельной практической деятельности. За итальянскими городами поднялись города Рейна. Позднее выступают южные французские города, когда итальянские уже достигли городской автономии, и далее — города северной и средней Франции, Германии и Англии. Наибольшей силы движение достигает в XII веке и первой половине XIII века. Освободительному движению противодействовали духовенство и феодалы.
Короли вначале тоже противодействовали стремлениям городов к независимости, а потом поддерживали города. Людовик VI, хотя и утвердил несколько грамот, но делал это не из принципа, а вследствие случайных соображений: уничтожая ланскую коммуну, он поддерживал амьенскую. Людовик VII понял силу коммун и содействовал их развитию. Филипп II Август открыто поддерживал множество коммун, но заставлял их платить себе за поддержку. Из коммунальных восстаний особенно замечательны восстания Лана, Санса, Камбре, но большинство городов приобрело себе привилегии без кровавой борьбы.
Движение охватило и деревню, которая в XII и XIII веках нередко пользовалась правами коммуны. Города, добившиеся свободы — в большей или меньшей степени — делятся на два класса: коммуны и города буржуазии. Первые — добились и политической независимости, вторые — только гражданских прав, но не приобрели права самоуправления. Договор, заключённый между сеньором и коммуной, носил название коммунальной хартии или грамоты. Грамота определяла отношения коммуны к сеньору в вопросах юрисдикции и налога. В подлиннике дошли лишь очень немногие грамоты. Справедливо называют коммуну «коллективной сеньорией», уподобляя город феоду, так как между коммуною и её сюзереном были в значительной степени те же отношения, что между сюзеренами и вассалами (см. Феодализм — феодальная помощь в четырёх случаях).
Неся феодальные обязательства по отношению к своим господам, коммуны обладали и правами сеньора, могли отдавать поместья в лен, обладали правом войны и мира, наконец, заключали между собою крупные союзы. Коммуна издавала законы, судила, управляла администрацией и финансами, но в большинстве случаев пользование политическими правами принадлежало меньшинству — привилегированному сословию. Видимыми знаками коммуны были: ратуша, каланча, колокол, печать, позорный столб и виселица. Развивая общественный дух, коммуна воспитала в средневековом горожанине гражданина и возвысила буржуазию. Но коммунальное движение не сближало горожан и поселян. Буржуа, освободившись, относятся к деревне свысока, обижаются, если их приравнивают к крестьянам. Так вырастало различие между городским населением и крестьянами.
Скоро освободившиеся горожане приобретают себе политическую силу, — в XII веке они уже принимают участие в советах королевских, а потом и в общих собраниях государственных чинов. Здесь, рядом с феодальными владельцами и прелатами, появился и лат. tertius status. Третье сословие, участвовавшее в генеральных штатах, состояло только из одних горожан, так как генеральные штаты мало интересовались участью крестьян, и впервые крестьяне получили право представительства лишь в 1484 году, во время генеральных штатов в Туре. Но и теперь буржуа остались представителями сельского населения.
Через всю историю Франции в Средние века яркою нитью проходит упорная борьба между феодальным дворянством и третьим сословием, в союзе с королевской властью. Благодаря глубокой пропасти, образовавшейся между городом и сеньорией, происходили те постоянные столкновения между третьим сословием и привилегированными (государственными чинами), которые наполняют собою Генеральные штаты (1302—1615).
В конце XV века под именем третьего сословия имелись в виду не только жители городов, но и сёл; их называли фр. le commun — простонародье, простонародное сословие, люди третьего и простонародного сословия (фр. gens du tiers et commun état). До середины XIV века третье сословие не играет видной роли в Генеральных штатах. С большой силой сказалось влияние третьего сословия в штатах 1355 и 1356 годов, когда вспыхнула революция в Париже. Третье сословие было возмущено финансовыми мероприятиями короля («порча» монеты, которая неблагоприятно отражалась на торговых оборотах горожан). Депутаты городских общин, участвуя в генеральных штатах в качестве третьего сословия, составили половину всего числа прибывших депутатов (400 на 800), на их стороне оказалось и нравственное преобладание в собрании. Душою намеченных преобразований оказались депутаты парижской общины с Этьеном Марселем во главе. Вожди третьего сословия сначала одержали верх, но исход революции показал, как велика была рознь сословий: в проведении реформ заинтересовано было только третье сословие, не встретившее поддержки в дворянстве и свернувшее с легального пути на революционный для осуществления идеи национальной свободы.
Во время Жакерии третье сословие фактически находилось на стороне крестьян. Во всех движениях третьего сословия большую роль играл богатый Париж, центр крупной торговли и умственной жизни. Когда французское правительство переживало в XV веке кризис вследствие неурядиц в сфере государственного управления, третье сословие, в лице своих просвещённых представителей, принимало участие в выработке программы нововведений. Зажиточные горожане, руководимые адвокатом Жувенелем, перешли на сторону короля во время восстания Кабоша. Солидарность между третьим сословием и королевской властью постепенно дала городскому классу огромную силу.
Французский историк и поэт конца XV века Жан Молине специально выделяет в своей хронике роль третьего сословия в освободительной борьбе бургундских и фламандских городов против французских королей. В соответствии с литературными традициями своей поэтической школы «великих риториков», он подразделяет его на три социальные группы, которые уподобляет планетам: «Луна, как наиболее низкая и ближе всего расположенная к Земле, вокруг которой вращается, представляет крестьян, людей наиболее низкого призвания, которые должны пахать и обрабатывать землю… Меркурий, расположенный выше Луны, можно сравнить с купцами… которые, как и Меркурий, должны сладкими речами прельщать сердца людей, носиться по земле и летать как птицы по морям, чтобы обеспечивать всем необходимым государство… Венера же являет образ горожан… ибо подобно тому, как Венера своими любовными чарами склоняет людей к плотским наслаждениям… буржуа, более чем кто-либо, предаются праздности, играм, танцам и развлечениям и всем прочим безумным светским забавам».
В конце XV и в начале XVI веков третье сословие не только представляло собой могучий, дружный (хотя и не всегда) промышленный класс, но оно занимает почти все должности до канцлера-хранителя печати включительно. Отсюда же брались всякого рода чиновники в финансовой администрации. Только губернаторство, комендантство, чины в военной и морской службе, придворные должности — исключительно давались привилегированным. Церковные и судейские должности давали честолюбивому буржуа одинаковые привилегии с дворянством, а в XVI веке образовывается много семейств, возведённых в дворянство, благодаря тому, что богатые буржуа покупали не только дворянские поместья, но и общественные должности, а с ними и право получить дворянское звание. Рост городского сословия был противоположен во Франции росту города, так как города постепенно лишились здесь своего самоуправления, перестав быть суверенными коммунами и подпав под административную опеку. Развитие капиталистического производства, характеризующее новое время, даёт мощь капиталистической буржуазии, которая во всем опережает землевладельческое дворянство, и все более и более делается необходимой для государства, нуждавшегося в деньгах. Вот почему третье сословие выходит из средних веков сильным и уверенным в своём значении. Блестящую роль играло третье сословие на штатах 1560 года, представив широкий наказ.
Такой же наказ был представлен им и в 1576 году, где, среди разных других вопросов, делается попытка ограничить вторжение администрации в муниципальную жизнь. И в знаменитом мятеже 1588 года, третье сословие играло первую роль, выступив в генеральных штатах против королевской власти и гугенотов. Ко времени царствования Генриха III (1574—1589) влияние и значение третьего сословия ещё более выделяется и ещё ярче виден антагонизм между привилегированными и третьим сословием, вызванный оскорбительным для третьего сословия приниженным состоянием его представителей.
В своих требованиях на генеральных штатах при Людовике XIII Справедливом (1614—1615), третье сословие обрисовало картину бедственного состояния народа. Первые два сословия находились в собрании с покрытыми головами, а третье сословие представлялось королю без шляп, на коленях. Дворяне сами заявили, что разница между ними и третьим сословием та же, что между господами и лакеями. На этом собрании третье сословие выразило требование созыва генеральных штатов через каждые 10 лет.
Штаты не собирались до 1789 года, но 1615 год в истории третьего сословия занимает важное место, так как показывает, с одной стороны, политическое ничтожество третьего сословия в XVII веке, а с другой — вскрывает громадное влияние третьего сословия как моральное, так и социальное.
В XVIII веке отношения между феодальной аристократией и горожанами сделались вполне определёнными. Законы против роскоши в моде уже исчезли, и буржуа в тёмном платье старинного покроя был таким же барином, как и дворянин. И правительство, и высшие классы — теперь в руках третьего сословия. Оно распоряжается богатством, вытеснив дворянство в центральной и местной администрации; оно, по выражению Тэна, «всеобщий кредитор». Бедность и гордость сделались уделом большинства дворян. Третье сословие было «всем»: парламентские советники, адвокаты, денежная аристократия, судейское сословие, литераторы и учёные — составляли главную его силу. Но в политическом отношении третье сословие было «ничто».
XVIII век, выдвинувший таких «буржуа», как Вольтер, Руссо, Дидро и других, есть век торжества буржуазии, которая стала передовым классом нации, интеллигенцией, и требовала, как гражданского равенства, так и политической свободы.
В начале XVII века Франция получала с привилегированных 23 %, а с третьего сословия 77 % налогов. Перед революцией духовенство платило государству в виде налогов не более 1/4 своих доходов, дворянство — около 1/6, а третье сословие — ²/3 своих доходов. Вся масса налогов и повинностей ложилась на третье сословие, на долю которого приходилось около 1/3 всей земельной собственности, при населении в 25 млн людей, из которых привилегированных считалось 250 тыс.
Но и среди третьего сословия наблюдается неравномерность в распределении повинностей. Некоторые должности создавали привилегию для буржуа чисто личного характера, были и привилегии местные, а богатые буржуа разными путями избавлялись от налогов. Имея главную силу в капитале, буржуазия была привилегированной в сравнении с народной массой. Многие города пользовались большими льготами — жители Гавра, например, были освобождены от талии и соляного налога. Город не платил подати, свалив эту повинность на деревню, благодаря чему из деревень уходили в город. Привилегированное положение горожан вызывало в XVIII веке частые жалобы крестьян на гордость жителей городов, порождало недоверие к ним со стороны сельского населения.
Это недоверие продолжалось до конца XVIII века, так как буржуазия приобретала себе сеньориальные права, и особенно любопытно, что оно сильно проявилось во время выборов 1789 года, когда крестьяне относились недоверчиво к своим собственным депутатам на бальифных собраниях. Выступив, однако, в качестве борца за «народные» права, буржуазия сыграла очень крупную роль во время великой французской революции. Франция ей обязана разрушением феодального строя общества. Высказавшись за поголовное голосование в генеральных штатах 1789 года, третье сословие решительно потребовало уничтожения феодальных прав и аристократических привилегий. 17 июня 1789 года исчезло старое сословное деление Франции на три чина, и официально название «третье сословие» тоже исчезло. Но теперь уже ясно стало распадение французского общества на два крупных класса: буржуазию и народ.